# Sonja Fielitz
Sonja Fielitz (* 4. Mai 1962 in München) ist eine deutsche Anglistin und Professorin an der Philipps-Universität Marburg.

## Leben
1992 promovierte Fielitz an der Ludwig-Maximilians-Universität München mit einer Arbeit über Shakespeares Timon of Athens. Ihre Habilitation veröffentlichte sie im Januar 2000 zur Rezeption von Ovids Metamorphosen in England zwischen 1660 und 1800. Ab 2002 vertrat sie Professuren an der Universität Göttingen und Münster. Seit Oktober 2005 ist sie Professorin für englische Literaturwissenschaft in Marburg und zudem seit 2008 Dekanin des Fachbereichs Fremdsprachliche Philologien. Fielitz’ Forschungsschwerpunkt ist die englische Literatur des 16. bis 18. Jahrhunderts, insbesondere das Werk von William Shakespeare.

## Schriften
- Jakob Gretser, Timon: comoedia imitata (1584); Erstausgabe von Gretsers Timon-Drama, mit Übersetzung und einer Erörterung von dessen Stellung zu Shakespeares Timon of Athens. Fink, München 1994. [= Dissertation].
- Wit, passion and tenderness: Ovids „Metamorphosen“ im Wandel der Diskurse in England zwischen 1660 und 1800. Lang: Frankfurt et al. 2000. [= Habilitation].
- Othello. Kamp, Bochum 2004.
- Einführung in die anglistisch-amerikanistische Dramenanalyse. Wissenschaftliche Buchgesellschaft, Darmstadt 2010.
- William Shakespeare. Eine Einführung in Werk und Wirkung. Wissenschaftliche Buchgesellschaft, Darmstadt 2013, ISBN 978-3-534-24646-5.